# 衣索匹亞國旗

现行埃塞俄比亚國旗啟用於2009年8月28日，底部由綠、黃、紅三色條橫條組成，中飾國徽，纵横比例1：2。
现行国旗是在1996年2月6日所通过的国旗版本的基础上进行了小修改，将国旗中央的国徽图案的天蓝色改为宝石蓝色。
该国旗由所羅門王朝的旗幟演变而来，绿黄红三色组合又是泛非顏色的起源，1957年后为不少新兴非洲國家和地區所采用。

## 歷代國旗
- 1875-1881年的国旗[1]
- 从1881年到1889年，埃塞俄比亚在约翰尼斯四世期间使用了一面三角旗。
- 埃塞俄比亚国旗(1897-1913)。梅内利克二世于1897年10月6日下令从红、黄、绿三色从上到下为长方形。
- 埃塞俄比亚帝国国旗(1897-1974)。
- 带有犹大之狮的旗帜(1897-1974)。 它仍然受到拉斯特法里运动和忠于海尔·塞拉西一世的人们的欢迎。
- 意属东非的旗帜 (1936-1941年)。[2]
- 埃塞俄比亚帝国海军的战旗(1955-1974年)，以蓝船旗为基础设计。
- 埃塞俄比亚埃塞俄比亚帝国的旗帜(1974-1975年)，海尔·塞拉西一世被推翻后，通过去掉狮头上的王冠和把十字尖端改成矛尖来修改。[3]
- 埃塞俄比亚帝国海军的战旗(1974-1975)。
- 德尔格下的“官方”旗帜(1975-1987)，本质上是没有狮子的帝国旗帜。人们看到的不仅仅是国旗。
- 德尔格1975-1987年使用的国旗。很少见，也是1987年版本推出的国旗的先行版本。
- 埃塞俄比亚人民民主共和国的国旗(1987-1991年)采用了目前的1:2的比例。
- 埃塞俄比亚过渡政府的旗帜(1991-1996年)。它与1975-1987年的“官方”国旗相同，只是比例不同。
- 1992年5月28日通过的埃塞俄比亚过渡政府的国旗。
- 1996年至2009年埃塞俄比亚联邦民主共和国的国旗。[4] 它的中心圆盘比当前旗帜中的更小更亮。

| 國旗 | 國家           | 使用          |
| ---- | -------------- | ------------- |
|      | 阿比尼西亚帝国 | 1853年以前    |
|      | 阿比尼西亚帝国 | 1875年–1881年 |
|      | 阿比尼西亚帝国 | 1881年-1889年 |
|      | 埃塞俄比亚帝国 | 1897年-1913年 |
|      | 埃塞俄比亚帝国 | 1897年-1974年 |
|      | 意属利比亚     | 1936年-1941年 |

| 國旗 | 國家                     | 使用                                       |
| ---- | ------------------------ | ------------------------------------------ |
|      | 社会主义埃塞俄比亚       | 1974年-1975年                              |
|      | 社会主义埃塞俄比亚       | 1975年-1987年                              |
|      | 社会主义埃塞俄比亚       | 1975年-1987年 社会主义埃塞俄比亚（非正式） |
|      | 埃塞俄比亚人民民主共和国 | 1987年-1991年                              |
|      | 埃塞俄比亚人民民主共和国 | 1991年                                     |

| 國旗 | 國家                     | 使用          |
| ---- | ------------------------ | ------------- |
|      | 埃塞俄比亚过渡政府       | 1991年-1996年 |
|      | 埃塞俄比亚过渡政府       | 1992年-1996年 |
|      | 埃塞俄比亚联邦民主共和国 | 1996年-2009年 |
|      | 埃塞俄比亚联邦民主共和国 | 2009年-至今   |

## 其他比例和歷史旗幟
- 1955-1974 埃塞俄比亚帝国軍旗
- 1974-1975 社会主义埃塞俄比亚軍旗
- 1991 埃塞俄比亚人民民主共和国
- 1996-2009 埃塞俄比亚联邦民主共和国
- 2009-至今 埃塞俄比亚联邦民主共和国